# Vår man i Havanna (film)
Vår man i Havanna (engelska: Our Man in Havana) är en brittisk-amerikansk spionfilm från 1959 i regi av Carol Reed.
Filmen är baserad på Graham Greenes roman Vår man i Havanna.

## Handling
Dammsugarförsäljaren Wormold engageras av MI-6 som agent på Kuba. Han inser snart att detta kommer att leda till bekymmer.

## Rollista i urval
- Alec Guinness - James Wormold
- Burl Ives - doktor Hasselbacher
- Maureen O'Hara - Beatrice Severn
- Ernie Kovacs - kapten Segura
- Noël Coward - Hawthorne
- Ralph Richardson - "C"
- Jo Morrow - Milly
- Maurice Denham - amiralen
- Raymond Huntley - generalen